# Goulier Neige
Pour les articles homonymes, voir Goulier (homonymie).
Goulier Neige est une petite station de sports d'hiver pour le ski alpin située dans les Pyrénées françaises, dans le département de l'Ariège en région Occitanie.

## Géographie
Le stade de neige se trouve au-dessus du village de Goulier, ancienne commune rattachée le 1er janvier 2019 à la commune nouvelle de Val-de-Sos qui se situe dans la vallée de Vicdessos, dans le territoire historique du Sabarthès .
Elle occupe le fond de la vallée entre les pics du Garbié de Brésoul (2 047 m) et de Pédrix (et non Sarrasi comme indiqué sur les cartes IGN) (2 213 m), dans un vallon parallèle à celui de l’Ourtou, au pied de la face nord-nord-ouest de la Pique d'Endron (2 472 m).

## Accès
La station est à 24 km à l'ouest de Tarascon-sur-Ariège en direction d'Auzat et on y accède par la route départementale 8. Il faut laisser le bourg de Vicdessos sur la droite pour entamer une ascension finale de 9 kilomètres qui mène d’abord au village de Goulier avant d’atteindre son stade de neige situé 4 kilomètres en amont.
Une variante du sentier de grande randonnée 10, le GR10B, traverse la station.

## Histoire
La station a été créée en 1988 sous l'impulsion d'Émile Serny (1922-1999), alors conseiller général du canton de Vicdessos.

## Infrastructures
Adaptée à une clientèle familiale, étagée de 1500 à 2000 m avec 6 pistes, 4 téléskis et 5 km de pistes, équipée d'enneigeurs, la station a su aménager ses espaces pour favoriser l’accès aux plus jeunes en toute sécurité. L'École du ski français y est présente et propose un enseignement du ski et du snowboard. Un jardin d'enfants aménagé et privatif accueille les plus petits.
La location de matériel est possible sur place et un snack-bar est à disposition.
Elle est gérée par la communauté de communes de la Haute-Ariège.

## Vol libre
Des sites de parapente de la Fédération française de vol libre existent près de la station.